# The Maggie
Pour plus de détails, voir Fiche technique et Distribution.
The Maggie est un film britannique réalisé par Alexander Mackendrick, sorti en 1954.

## Synopsis
La Maggie est un caboteur à vapeur écossais typique, d'un modèle antique familièrement dénommé Clyde Puffer , un type de bateau aujourd'hui quasiment disparu mais qui tient une grande place dans le cœur des écossais pour avoir assuré pendant plus d'un siècle  le transport des hommes et des marchandises sur les canaux , les bras de mer, et l'océan, jusqu'aux Iles Hébrides.
Tout ne va pas pour le mieux en cette année 1954 pour Mac Taggart, son capitaine aussi teigneux qu'ivrogne et désargenté:
Les inspecteurs de la marine marchande  sont sur le point de lui retirer sa licence de navigation tant son rafiot est délabré et sa carrière émaillée d'incidents , mais voici que surgit Pusey, le très oxfordien et très ridicule fondé de pouvoir d'un richissime américain nommé Marshall (Paul Douglas) , directeur d'une compagnie d'aviation trans-continentale, qui veut faire transporter une cargaison de meubles et de matériel (dont quatre baignoires, pas moins) pour aménager le manoir qu'il vient d'acheter pour sa femme dans une île écossaise.
Le très madré Mc Taggart profite d'un quiproquo dans les bureaux d'une respectable compagnie de navigation de Glasgow pour faire signer à Pusey un miraculeux contrat d'affrètement. Réalisant que son précieux mobilier est embarqué à bord d'un coule-tout-seul dévoré par la rouille, et non pas du cargo en parfait état que Pusey pensait avoir requis, Marshall se lance dans une course - poursuite ruineuse, y compris à bord d'un avion taxi  (Un De Haviland Dragon rapide) pour tenter de récupérer son bien. 
Mais Mac Taggart, lancé dans une improbable route Zigzagodromique (très imbibée de whisky et de bière forte) à travers les dédales du Crinan canal et des bras de mer écossais, ne l'entend pas de cette oreille, et s'obstine à jouer des tours de cochon à son infortuné affréteur et à refuser de transférer sa cargaison sur un navire plus sûr. Il est bien secondé en cela par le mousse du bord (the wee boy, remarquablement incarné par l'acteur non professionnel Tommy Kearins) déluré, inventif et tout dévoué à son chenapan de capitaine. 
En plus d'être une comédie d'Ealing bien rythmée et d'excellente facture, ce film véhicule aussi un certain message sur la vanité de l'acquisition des biens matériels et de la richesse, avec un final doux-amer et le regard empreint de tendresse que le réalisateur, l'américano-écossais Alexander Mackendrick, qui tourna aussi Whisky à Gogo,  porte sur les petites gens de son Écosse ancestrale.

## Fiche technique, son
- Titre : The Maggie
- Réalisation : Alexander Mackendrick
- Scénario : Alexander Mackendrick et William Rose
- Photographie : Gordon Dines
- Musique : John Addison
- Pays d'origine :  Royaume-Uni
- Format : Noir et blanc - 1,37:1 - Mono
- Genre : comédie
- Date de sortie : 1954

## Distribution
- Paul Douglas : Marshall
- Alex Mackenzie : le capitaine
- James Copeland : la secong
- Abe Barker : le mécanicien
- Tommy Kearins : le petit garçon
- Hubert Gregg : Pusey
- Geoffrey Keen : Campbell
- Dorothy Alison : Miss Peters
- Andrew Keir : le reporter
- Mark Dignam